# Raúl Berón
Raúl Berón (* 30. März 1920 in Zárate; † 28. Juni 1982) war ein argentinischer Tangosänger.

## Leben und Wirken
Raúl Berón war Sohn des Sängers, Komponisten und Gitarristen Adolfo Manuel Berón und der Antonia Iglesias. Er debütierte als Sänger im Duo mit seinem Bruder José ähnlich wie zehn Jahre später ihre jüngeren Schwestern Elba und Rosita. In der Folgezeit trat er regelmäßig als Sänger live im Radio auf, wobei er sich auf der Gitarre begleitete. 1939 engagierte ihn Miguel Caló für sein Orchester, das er um diese Zeit auch mit weiteren jungen Musikern wie dem Pianisten Osmar Maderna und dem Geiger Enrique Francini ergänzte. In der Zeit der Zusammenarbeit mit Caló entstanden zwischen 1942 und 1950 28 Aufnahmen.
Nach der Trennung von Caló wurde Berón Sänger im Orchester des Pianisten und Komponisten Lucio Demare. 1945 schloss er sich dem Orchester Francini-Pontier an, das zur Eröffnung der Tango Bar engagiert war. Mit diesem Orchester nahm er zwischen 1946 und 1949 dreizehn Titel auf. Schließlich wurde er Sänger in Aníbal Troilos Orchester, dem er bis 1955 angehörte.

## Aufnahmen
mit Miguel Caló
- Al compás del corazón (von Domingo Federico und Homero Expósito)
- El vals soñador
- Entre sueños
- Lejos de Buenos Aires
- Trasnochando
- Tristezas de la calle Corrientes
- Tú
- Mi moro

mit Lucio Demare
- El pescante
- En un rincón
- Una emoción
- Qué solo estoy
- Y siempre igual
- No nos veremos más
- Tal vez será su voz (Text von Homero Manzi)

mit dem Orchester Francini-Pontier
- Y dicen que no te quiero
- Como tú
- Remolino
- Uno y uno

mit Aníbal Troilo
- De vuelta al bulín
- Ivette
- Discepolín